# Конвенция относительно вмешательства в открытом море в случаях аварий, приводящих к загрязнению нефтью
Международная конвенция относительно вмешательства в открытом море в случаях аварий, приводящих к загрязнению нефтью (англ. International Convention Relating to Intervention on the High Seas in Cases of Oil Pollution Casualties) —- международная конвенция, предусматривающая право прибрежных государств принимать в случае аварии судна в открытом море такие меры, которые могут оказаться необходимыми для предотвращения, уменьшения или устранения опасности загрязнения или угрозы загрязнения моря нефтью.
Авария танкера «Торри Кэньон» в проливе Ла-Манш в 1967 году, когда окружающей среде прибрежного государства (Великобритания) был нанесен серьёзный ущерб, поставила вопрос о договорном закреплении права государств на вмешательство в открытом море в новой Конвенции, которая была заключена под эгидой Международной морской организации в 1969 году.
С целью не допустить произвольного нарушения принципа свободы судоходства, право прибрежных государств на вмешательство в открытом море по Конвенции 1969 года ограничивалось случаями «серьёзной и реально угрожающей их побережью или связанным с ним интересам опасности загрязнения» (ст. I Конвенции). Кроме того, прибрежное государство обязывалось:
- до принятия мер консультироваться с другими затронутыми государствами и, в частности, с государством флага судна, а также с судовладельцем, грузовладельцем и независимыми экспертами из списка, который ведет Международная морская организация[2]

- во время осуществления мер делать все зависящее для того, чтобы избежать любого риска для человеческой жизни, и оказывать помощь лицам, находящимся в бедственном положении, и в соответствующих случаях содействовать репатриации экипажей судов[3];

- сообщать о принятых мерах заинтересованным государствам, юридическим и физическим лицам и Международной морской организации (ст. III Конвенции)[3];

- соразмерять принимаемые меры с действительно причиненным или угрожаемым ущербом и не выходить за разумные пределы, необходимые для достижения цели[3];

- выплатить компенсацию в размере ущерба, причиненного мерами, превышающими те, которые были разумно необходимы для достижения цели (ст. V Конвенции)[4].

Специальный Протокол к Конвенции определял порядок направления капитаном судна сообщений об инцидентах с судном затронутым государствам и подробное содержание таких сообщений.
Конвенция 1969 года вступила в силу в 1975 году. Поскольку она охватывала только случаи загрязнения нефтью, в 1973 году был заключен новый Протокол, распространяющий положения Конвенции на аварии судов, перевозящих другие вещества, способные причинить вред окружающей среде и перечисленные в приложении к Протоколу. Впоследствии список веществ приложения неоднократно пересматривался и расширялся.